# Sabine Mitterecker

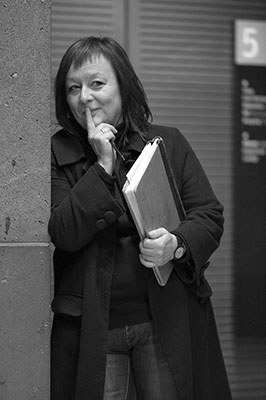
Sabine Mitterecker, 2010

Sabine Mitterecker (* 23. März 1963) ist eine österreichische Theaterregisseurin, Dramaturgin und Produzentin.

## Leben
Sabine Mitterecker studierte Theaterwissenschaft und Romanistik an der Universität Wien, arbeitete währenddessen bereits als Regieassistentin und Dramaturgin und schloss ihr Studium mit einer Diplomarbeit über Samuel Beckett ab. Ab 1991 inszenierte sie am von Veit Relin geleiteten Torturmtheater Sommerhausen mehrere Uraufführungen, übersetzte aus dem Französischen (Molière, Rousseau) und verabschiedete sich mit der Inszenierung von Molières Die Schelmenstreiche des Scapin  nach langjähriger Zusammenarbeit von den Heppenheimer Festspielen unter der Leitung von Hans Richter.
Nach weiteren Regie- und Projektarbeiten in Frankfurt am Main betrieb sie ab 1997 gemeinsam mit der Dramaturgin und Kulturmanagerin Eva-Maria Schachenhofer eine Künstler- und Medienagentur in Wien. 1999 gründete Sabine Mitterecker das Produktionslabel theater.punkt. Ihre erste Regiearbeit in Wien, Nichts Schöneres von Oliver Bukowski mit Alexandra Sommerfeld in der Titelrolle, wurde 2000 mit dem erstmals vergebenen Nestroy-Theaterpreis in der Kategorie Beste Off-Produktion ausgezeichnet. Danach Ur- und Erstaufführungsinszenierungen am Schauspielhaus (Wien), im Theater Drachengasse, am Volkstheater (Wien), den Festivals Styriarte und Steirischer Herbst.
2003 bis 2007 regelmäßig zu Gast am Landestheater Linz (Intendant Michael Klügl): 4.48 Psychose (Sarah Kane), Antigone (Sophokles), Heldenplatz und Am Ziel (Thomas Bernhard), Der Zerrissene ( Johann Nestroy).
2006 Aigner-Rollett Gastprofessur für Geschlechterforschung an der Karl-Franzens-Universität Graz. In der Folge weitere Zusammenarbeit mit der Kunstuniversität Graz.
Mit der Dramatisierung des Erstlingsromans von Thomas Bernhard Frost, 2009 uraufgeführt im mumok Museum Moderner Kunst Stiftung Ludwig Wien (mit Andreas Patton) zeigte Sabine Mitterecker erstmals eine Arbeit außerhalb des Theaterraums. Beginn der langjährigen Zusammenarbeit mit dem Elektroakustiker und Sounddesigner Wolfgang Musil und dem Design-Studio 3007, dessen Plakatentwürfe für Frost, SCHATTEN (Eurydike sagt) und Glückliche Tage international ausgezeichnet wurden. Weitere Einrichtungen von Frost für die Deichtorhallen Hamburg und das Tirol Panorama Innsbruck (2011), die Kunsthalle Krems (2012), das Shakespeare-Theater Danzig und das Albanische Nationaltheater Tirana (2019).
Sabine Mitterecker inszenierte in Wien, Luxemburg und Berlin, 2016 mit SCHATTEN (Eurydike sagt) erstmals einen Text von Elfriede Jelinek – in einer aufgelassenen Sargfabrik in Wien (F23). 2017 Wiederaufnahme, Gastspieleinladungen u. a. zum Osterfestival Tirol folgten.
2018 begann sie im Rahmen von internationalen Koproduktionen auch fremdsprachige Aufführungen zu inszenieren. Presidentet/Die Präsidentinnen von Werner Schwab als albanische Erstaufführung am Nationaltheater Tirana (Teatri Kombëtar Eksperimental Kujtim Spahivogli) war u. a. am Wiener Rabenhof Theater  in albanischer Sprache mit deutscher Übertitelung zu Gast.
Nach mehrjähriger Vorbereitung kam 2022 Rechnitz (Anđeo uništenja)/Rechnitz (Der Würgeengel) von Elfriede Jelinek am Theatre of War Sarajevo (SARTR) und am Kroatischen Nationaltheater in Mostar erstmals in Landessprache heraus, wurde nach Srebrenica zum Gedenktag für die Opfer des Massakers von Srebrenica im Jahr 1995 eingeladen, weiters zum internationalen Theaterfestival Crossroads 2022 in Niš/Serbien; Selma Alispahić wurde für diese Produktion als beste Schauspielerin ausgezeichnet.
2022/23 reiste eine neu erarbeitete englischsprachige Solofassung von SCHATTEN (Eurydike sagt) – SHADOW. Eurydice says (Übersetzung Gitta Honegger) von London nach Washington und New York. 2024 entstand eine weitere englischsprachige Neufassung für drei Schauspielerinnen am Nationaltheater Tirana.
Von 2014 bis 2016 war Sabine Mitterecker Geschäftsführerin und politische Beraterin der österreichischen Interessensgemeinschaft Freie Theater und Herausgeberin von gift - zeitschrift für freies theater. Seit der Gründung 2015 ist sie Aufsichtsrätin der österreichischen Künstler-Genossenschaft Smart Coop Austria. Regelmäßig Jury- und Lehrtätigkeit.

## Inszenierungen (Auswahl)
- Kling, Seele Texte von und um Ingeborg Bachmann mit Heidi Leupolt,[29] Styriarte 1999
- Nichts Schöneres von Oliver Bukowski, österreichische Erstaufführung, dietheater Künstlerhaus Wien 2000
- Vagina Monologe von Eve Ensler,[30] österreichische Erstaufführung, Schauspielhaus Wien 2000
- Push up 1–3[31] von Roland Schimmelpfennig, österreichische Erstaufführung, Volkstheater Wien, 2002
- Hilda[32] von Marie NDiaye, deutschsprachige Erstaufführung, Theater Drachengasse Wien 2003
- 4.48 Psychose von Sarah Kane,[33] Landestheater Linz 2003
- Antigone (Sophokles),[34] Landestheater Linz 2003
- Heldenplatz[35] von Thomas Bernhard, Landestheater Linz 2004/05
- Am Ziel[36] von Thomas Bernhard, Landestheater Linz 2006
- Der Zerrissene[37] von Johann Nestroy, Landestheater Linz 2007
- Frost von Thomas Bernhard, mumok Museum Moderner Kunst Stiftung Ludwig Wien 2009 und 2010, Tirolpanorama Innsbruck, Deichtorhallen Hamburg 2011, Kunsthalle Krems 2012, Shakespeare-Theater Danzig und Nationaltheater Tirana 2019
- Harper Regan[38] von Simon Stephens, Tournee Deutschland, Schweiz 2011
- Zur schönen Aussicht[39] von Ödön von Horváth, Théâtres de la Ville de Luxembourg und Schauspielhaus Wien 2014
- SCHATTEN (Eurydike sagt) von Elfriede Jelinek, Wien, Salzburg, Hall/Tirol 2016–2018
- Die Präsidentinnen von Werner Schwab Tirana und Wien, 2018
- Glückliche Tage von Samuel Beckett, Galerie Elisabeth & Klaus Thoman Wien[40] 2019
- Rechnitz (Der Würgeengel) von Elfriede Jelinek, Sarajevo, Mostar und Srebrenica/BIH, Niš/Serbien 2022
- SHADOW. Eurydice says von Elfriede Jelinek, Österreichische Kulturforen in London, Washington und New York 2022/23
- SHADOW.Eurydice says von Elfriede Jelinek, Neufassung für drei Schauspielerinnen am Teatri Eksperimental Kujtim Spahivogi Tirana, 2024

## Auszeichnungen
- 2000: Nestroypreis Beste Off-Produktion für Nichts Schöneres
- 2010: Nestroypreis Beste Off-Produktion für Frost